# یارنو ترولی
 یارنو ترولی  (ایتالیایی: Jarno Trulli؛ زاده ۱۳ ژوئیهٔ ۱۹۷۴) یک اتوموبیل‌ران فرمول ۱ اهل ایتالیا است.